# Клейтон Джиммі
Клейтон Джиммі (англ. Clayton Jimmie, 10 липня 1995) — південноафриканський плавець.
Чемпіон Африки з плавання 2021 року.
Переможець Африканських ігор 2015 року.
Призер Ігор Співдружності 2014 року.